# 時計仕掛けのりんご
『時計仕掛けのりんご』（とけいじかけのりんご）は、手塚治虫の漫画。また、それを表題作とする短編集。この項では同名の短編集に収録された各作品について記す。

## 時計仕掛けのりんご
1970年に『週刊ポスト』（小学館）で4月17日号から5月8日号に連載された。
類似したタイトルでスタンリー・キューブリック監督の映画『時計じかけのオレンジ』があるが、手塚自身は「アメリカでアントニー・バージェス著の『時計じかけのオレンジ』出版後、なにかの紹介記事で知ってパロディをやってみたかった。といっても、本の内容を読んだわけでもなく、テーマさえ知らなかったので原作とは内容的にまったくなんのかかわりもない」と、手塚治虫漫画全集版のあとがきで述べている。
あらすじ
長野県天竜川中流近くの稲武市（いなたけし、架空の都市）は大手メーカーの時計工場ができたことで急速に発展した。
白川雄作は妻と2人暮らし。妻の意向で朝食には毎日パンを食べていた。ある朝、テレビやラジオが受信できなくなり、朝日新聞以外の新聞も届かなくなった。その朝日新聞にはおかしなことは何も書かれていない。不審に思いつつ白川は出社するが、市外に住んでいる同僚は出社していなかった。
白川が密かに不倫願望を抱く同僚・秋吉ミチは社の食堂で出されるカレーライスの米の味が変だという。白川は米の分析を薬屋に依頼する。すると米の中には脳の働きを鈍らせる劇薬「ピューロマイシン」（架空の薬剤）が入っていたことが判明する。翌日、その薬屋は行方不明になってしまう。
白川は山に登ってみるが、そこで自衛隊に身柄を拘束される。自衛隊の将校は二・二六事件のようなクーデターを企てていたのだ。将校らは白川と秋吉の不倫の証拠となるような合成写真をみせ、白川に口止めした。しかし、白川は一部始終を打ち明け、2人は養殖場の鯉の体にコールタールでSOSを書き込んで天竜川に放した。
次の日。稲武市の住民は一か所に集められ、自衛隊の将校が首都占拠のための実験を行ったこと、住民達を人質にしたことを告げる。塔に登った将校は急な雷に撃たれて果てた。

## 処刑は3時におわった
1968年に『プレイコミック』（秋田書店）6月号に掲載された。
あらすじ
レーバー中尉はナチス親衛隊であり、数多くのユダヤ人の殺害指令を出していたことで、戦後、銃殺刑の判決を受けた。
しかし、レーバー中尉は戦時中にユダヤ人科学者のフロッシュ博士を拷問して入手した「時間延長剤」という発明品を密かに持っていたため余裕であった。
銃殺に際して時間延長剤を服用したレーバー中尉は自分の意識が加速し、周囲の時間がゆっくりと進んでいく様を体験する。これで逃げるのも余裕……と思われたが、時間延長剤の効果はあくまでも思考のみであり、肉体の反応速度はまったく変わらなかったのだ。
レーバー中尉の銃殺刑は午後3時に完了した。

## 聖女懐妊
1970年に『プレイコミック』（秋田書店）1月10日号に掲載された。
あらすじ
土星の小惑星で南川はロボットのマリアと共に通信員の任に就いていた。南川は、思い立ってマリアと結婚式を挙げる。
しかし、小惑星に刑務所からの脱走者がやってきて、南川を殺害。マリアは脱走者たちに奴隷として働かされた。
しばらく経つとマリアのお腹が大きくなってくる。不審に思った脱走者たちがマリアの分解を考えるようになると、マリアは身の危険から脱走者を殺害した。
更に3年が経ち、地球から観測員が来たとき、マリアは南川と同じ傷を持つ赤ん坊と2人で暮らしていた。

## バイパスの夜
1969年に『週刊ポスト』（小学館）10月10日号に掲載された。
1991年10月31日に『世にも奇妙な物語』の1編として本作を原作とした「バイパスの夜」が放映されている。タクシー運転手を寺田農、客を阿藤海が演じている。
あらすじ
深夜、タクシーに乗り込んだ客は箱根へ行くように告げた。客は、自分は人を殺して1億円を奪ってきたと告白する。一方、運転手のほうも女房の浮気現場を目撃したことから、女房を殺しタクシーのトランクに入れてあると告白する。
車内に緊張感が走るが、どちらからともなく嘘だったことを告白し、冷や汗をかきながら笑い合う。
しかし、下りに入ったタクシーはブレーキが効かなくなっていた。

## 嚢
1968年に『漫画サンデー』（実業之日本社）5月10日増刊号に掲載された。

## イエロー・ダスト
1972年に『ヤングコミック』（少年画報社）7月12日号に掲載された。
あらすじ
1972年8月23日、沖縄市キャンプ・シールズ(Camp Shields)のアメリカ軍人の子供の乗るスクールバスが襲撃されて、児童23人と引率の女性教師1人と運転手が、アメリカ軍労務者の日本人3人に連れ去られる。犯人たちは児童らを旧日本軍の作戦本部があった海軍司令部壕へ連れて行き、アメリカ軍基地から盗み出していた水や1週間分の食糧とともに立てこもりを開始した。
運転手が犯人に殺害され、児童らの解放と引き換えに、女性教師は犯人らに身体を差し出す。犯人は約束通りに児童を解放するが、その背後から銃を撃って殺害した。児童たちは犯人の隙をついて銃を奪うことに成功し、児童たちは犯人を射殺する。
壕からの銃撃に応戦したアメリカ兵が突入して見たものは、血まみれで倒れている児童らと犯人の遺体、そして唯一の生存者となった女性教師だけだった。豪からアメリカ兵に向けて銃撃していたのは、児童たちだったのだ。
こんな凄惨な結果になったのは、犯人らが盗み出した食糧、「十二号食」と呼ばれるもののためだった。十二号食は、ベトナム戦争で厭戦気分に陥った兵士を再び戦場へ駆りたてるために、人間の脳を一時的に暴力性を剥き出しにする薬品を含んでいたのだった。ただ一人、十二号食を食べていなかった女性教師のみが闘争本能に駆り立てられることなく、生き残ったのであった。

## 悪魔の開幕
1973年に『増刊ヤングコミック』（少年画報社）11月27日号に掲載された。
あらすじ
3年前に日本に誕生した丹波内閣は、戒厳令を敷き、夜間の外出禁止、映画やテレビや新聞の検閲を行い、電話や手紙も盗聴、検閲が行われていた。また、丹波首相は自衛隊を軍隊と言い切って、憲法改正を強行した。さらに、中国やそのほかの国の圧力から東南アジアを守るという名目で、核兵器の製造に踏み切っていた。
反体制運動を行う岡重明に、著作が発禁処分を受け地下に潜らざるを得なくなった「先生」と呼ばれる思想家が会いに来る。「先生」は岡に丹波首相の暗殺を依頼した。岡は電気科出身という知識を活かして首相暗殺計画を進めていくが、実は「先生」は政府と内通しており、首相暗殺そのものが丹波首相の差し金であったのだ。当然のように岡の暗殺計画は失敗に終わり、その首相暗殺未遂事件を口実に丹波内閣は反対する野党勢力などを一斉に検挙し始めた。
事実を知った岡は、「先生」が指定した逃亡先の別荘で治安当局に射殺される。しかし、それを予感していた岡は首相暗殺をしようとして使った仕掛けを「先生」に対しても用い、こちらは成功して「先生」と自分を殺した治安当局者も死亡する。

## 帰還者
1973年に『プレイコミック』（秋田書店）1月13日号と1月27日号に連載された。異生物の性器もしくは触手によって女性が陵辱される描写の嚆矢とされる作品。

## ペーター・キュルテンの記録
1973年に『漫画サンデー』（実業之日本社）1月10日号に掲載された。
ドイツの実在した連続殺人犯ペーター・キュルテンをモチーフにしている。なお、末尾に「鶴見俊輔氏の著書」を参考にしたことが記されているが、この著書は『家の神』である。

## カノン
1974年に『漫画アクション』（双葉社）8月8日号に掲載された。
2000年には『手塚治虫劇場』の1章としてテレビドラマ化されている。

## 最上殿始末
1972年に『漫画サンデー』（実業之日本社）10月18日増刊号に掲載された。
2005年10月4日の『世にも奇妙な物語 秋の特別編』の1編として本作を原作とした「影武者」が放映されている。しょんべは与吉、家親は頼親の名前となり、原田泰造が演じた。
あらすじ
天下を狙う領主最上家親は、自分と容姿が似ている農民の「しょんべ」を拉致し、武士としての教育を施し影武者に仕立て上げる。影武者となったしょんべが馬に乗り、自分の家を見に行ってみると、そこは焼け跡だった。近くの農民はしょんべが城に行ってからすぐに家親の手の者によって妻と子供は殺されたという。しょんべは、家族を殺し、生活を台無しにした家親を殺害し、入れ替わることに成功する。
家親の正室の笹姫だけは夫が別人に入れ替わったことに気が付いた。しかし、笹姫がそう言っても誰も信用しないと考えたしょんべは笹姫を犯し続けた。しばらくして笹姫は服毒自殺をした。
数か月後、笹姫が城を抜け出し性病を患っていた身分の低い男と寝ていたことを知ったしょんべだったが、既に自身にも性病が発症した後のことであった。

## 書籍情報
- 『手塚治虫集』（双葉社、現代コミック9巻、1970年）
  - 『I.L』より「蛾」「身代金」、『サイテイ招待席』より「怪談雪隠館」、「苦情銀行」、『ザ・クレーター』より「墜落機」、「シャミー1000」、「大日本帝国アメリカ県」
- 『時計仕掛けのりんご』（秋田書店、秋田漫画文庫、1976年）
- 『時計仕掛けのりんご』（講談社、手塚治虫漫画全集261、1983年）
  - 「時計仕掛けのりんご」、「処刑は3時におわった」、「聖女懐妊」、「バイパスの夜」、「嚢」、「イエロー・ダスト」、「悪魔の開幕」、「帰還者」
- 『時計仕掛けのりんご』（秋田書店、秋田漫画文庫、1989年、ISBN 4253014011）
- 『サスピション』（講談社、手塚治虫短編集2、1990年）
- 『時計仕掛けのりんご - The best 5 stories by Osamu Tezuka』（秋田書店、秋田文庫、1994年、ISBN 4253169953）
  - 「ペーター・キュルテンの記録」、「時計仕掛けのりんご」、「カノン」、「白い幻影」、「最上殿始末」
- 『一輝まんだら』2巻（講談社、手塚治虫文庫全集099）
  - 「一輝まんだら」、「時計仕掛けのりんご」、「バイパスの夜」、「嚢」、「イエロー・ダスト」、「悪魔の開幕」、「山楝蛇」